# Kakaopulver
Als Kakaopulver bezeichnet man durch Pulverisieren von teilweise entfetteter Kakaomasse gewonnene Erzeugnisse. Dazu gehört nicht nur Kakaopulver ohne Zusatz von Zucker oder anderen Süßmitteln. Hierzu gehört auch Kakaopulver, zu dessen Herstellung Kakaobohnenbruch, Kakaomasse oder gemahlener Kakaopresskuchen mit Alkalien (Natriumcarbonat oder Kaliumcarbonat usw.) behandelt wurde, um seine Löslichkeit zu erhöhen („lösliches Kakaopulver“).

## Zusammensetzung
Reines Kakaopulver besteht zu 58 % aus Kohlenhydraten, zu ca. 10 bis über 20 % (bei schwach entöltem Kakao) aus Fett, zu 20 % aus Proteinen und zu 3 % aus Wasser. Unter den in Kakaopulver enthaltenen Mineralstoffen sind insbesondere Mangan, Magnesium, Phosphor, Kalium, Eisen und Zink in höherem Maße.

### Gehalt an Stimulanzien
100 g stark entöltes Kakaopulver enthalten:
- 230 mg Coffein
- 2060 mg Theobromin

## Besteuerung in Deutschland
Kakaopulver unterliegt in Deutschland dem ermäßigten Steuersatz.
Kakaopulver mit Zusatz von Zucker oder anderen Süßmitteln oder mit Zusatz von Milchpulver oder von Peptonen (Peptonkakao) gehört zu „Schokolade und andere kakaohaltige Lebensmittelzubereitungen“. Arzneiwaren, bei denen Kakaopulver nur als Trägerstoff oder Verdünnungsmittel für den arzneilichen Wirkstoff dient, gehören nicht hierzu. Hierher gehört auch Kakaopulver mit Zusatz einer geringen Menge (etwa 5 Masseprozent) Lecithin. Dieser Zusatz hat lediglich den Zweck, als Emulgator die Fähigkeit des Kakaopulvers, in Flüssigkeiten Dispersionen zu bilden, zu erhöhen und damit die Zubereitung von Getränken auf der Grundlage von Kakao (löslicher Kakao) zu erleichtern.